# KAS Eupen
K.A.S. Eupen este un club de fotbal din Eupen, Belgia, care evoluează în Divizia Secundă. Echipa susține meciurile de acasă pe Stadionul Kehrweg cu o capacitate de 5.366 de locuri.